# Stictocephala albescens
Stictocephala albescens är en insektsart som beskrevs av Van Duzee. Stictocephala albescens ingår i släktet Stictocephala och familjen hornstritar. Inga underarter finns listade i Catalogue of Life.